# The Ronettes

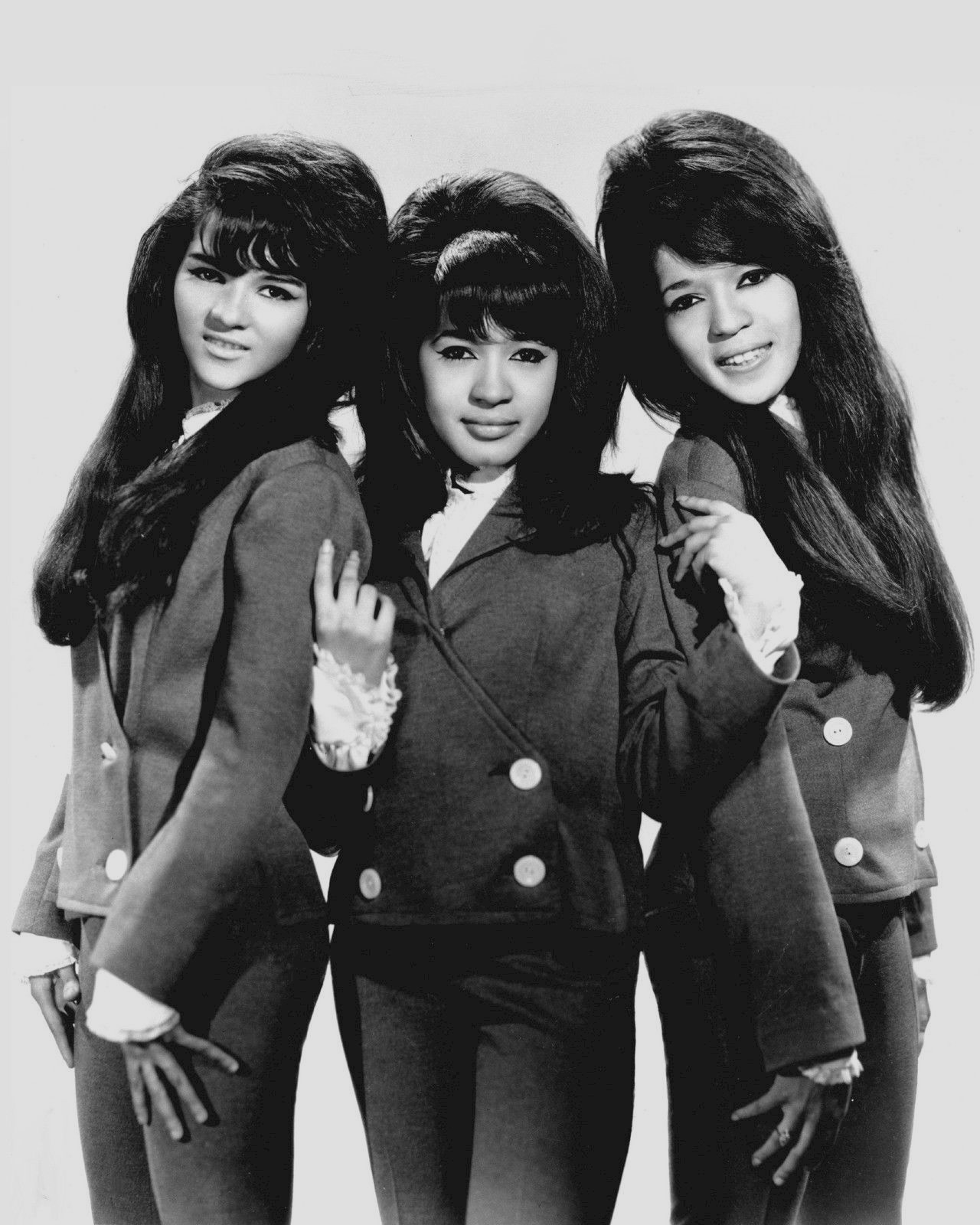
The Ronettes, 1966

The Ronettes — американская девичья группа 1960-х годов, получившая известность благодаря сотрудничеству с музыкальным продюсером Филом Спектором.

## История
В 1959 году сёстры Эстелль и Вероника (Ронни) Беннетт, а также их двоюродная сестра Недра Тэлли одержали победу в конкурсе талантов, выступая под названием The Darling Sisters. Это привлекло к коллективу внимание звукозаписывающих компаний, и в 1961 году группа выпустила свой первый сингл. Вскоре трио сменило своё название на The Ronettes. В 1963 году группа начала сотрудничество с известным музыкальным продюсером Филом Спектором. Своим новым протеже Спектор придал образ плохих девочек с причёсками «улей», обильно подведёнными глазами и узкими юбками. Первый их совместный сингл Be My Baby, написанный Спектором и использовавший принципиально новую музыкальную технику «стена звука» (англ. Wall of Sound), получил мировую известность и достиг второй строчки американского поп-чарта, а также 4-го места в чарте Великобритании. За ним последовал менее успешный сингл Baby I Love You, который, тем не менее, отметился на 24-й строчке американского и 11-м месте британского хит-парада. Записав более десятка синглов, а также три студийных альбома, группа распалась в 1966 году.
В 1968 году Ронни Беннетт вышла замуж за Фила Спектора. С переменным успехом она продолжила свою музыкальную карьеру и некоторое время также выступала в коллективе Ronnie and the Ronettes с двумя новыми исполнителями.

## Награды
В 2007 году группа The Ronettes была включена в Зал славы вокальных групп. Композиция Be My Baby была внесена в Зал славы рок-н-ролла, а также заняла 22-е место в списке 500 величайших песен всех времён по версии журнала Rolling Stone.

## Состав
- Вероника «Ронни» Спектор (10 августа 1943 — 12 января 2022)
- Эстелль Беннетт (22 июля 1941 — 11 февраля 2009)
- Недра Тэлли (род. 27 января 1946)

## Дискография

### Синглы
- 1961 — My Darling Angel
- 1961 — I Want a Boy
- 1962 — Silhouettes
- 1962 — I’m Gonna Quit While I’m Ahead
- 1962 — The Memory
- 1963 — Be My Baby
- 1963 — Baby I Love You
- 1964 — (The Best Part Of) Breakin' Up
- 1964 — Do I Love You?
- 1964 — (Walking) In The Rain
- 1965 — Born To Be Together
- 1965 — Is This What I Get For Loving You?
- 1965 — He Did It
- 1966 — I Can Hear Music
- 1969 — You Came, You Saw, You Conquered!
- 1973 — Go Out and Get It
- 1974 — I Wish I Never Saw The Sunshine
- 1976 — Paradise

### Альбомы
- 1963 — A Christmas Gift for You
- 1964 — Presenting the Fabulous Ronettes Featuring Veronica
- 1965 — The Ronettes featuring Veronica